# Термінос (Каліфорнія)
Термінос (англ. Terminous) — переписна місцевість (CDP) в США, в окрузі Сан-Хоакін штату Каліфорнія. Населення — 429 осіб (2020).

## Географія
Термінос розташований за координатами 38°6′55″ пн. ш. 121°29′23″ зх. д. / 38.11528° пн. ш. 121.48972° зх. д. (38.115243, -121.489741).  За даними Бюро перепису населення США в 2010 році переписна місцевість мала площу 2,53 км², з яких 2,53 км² — суходіл та 0,00 км² — водойми.

## Демографія
Згідно з переписом 2010 року, у переписній місцевості мешкала 381 особа в 182 домогосподарствах у складі 114 родин. Густота населення становила 151 особа/км².  Було 206 помешкань (81/км²).
Расовий склад населення:
| - 88,7 % — білих - 1,8 % — азіатів - 1,6 % — корінних американців - 0,5 % — чорних або афроамериканців - 3,4 % — осіб інших рас |

До двох чи більше рас належало 3,9 %. Частка іспаномовних становила 10,5 % від усіх жителів.
За віковим діапазоном населення розподілялося таким чином: 8,9 % — особи молодші 18 років, 51,2 % — особи у віці 18—64 років, 39,9 % — особи у віці 65 років та старші. Медіана віку мешканця становила 60,3 року. На 100 осіб жіночої статі у переписній місцевості припадало 100,5 чоловіків;  на 100 жінок у віці від 18 років та старших — 101,7 чоловіків також старших 18 років.
Середній дохід на одне домашнє господарство  становив 86 146 доларів США (медіана — 52 750), а середній дохід на одну сім'ю — 118 835 доларів (медіана — 110 167). За межею бідності перебувало 5,1 % осіб, у тому числі 0,0 % дітей у віці до 18 років та 3,7 % осіб у віці 65 років та старших.
Цивільне працевлаштоване населення становило 179 осіб. Основні галузі зайнятості: науковці, спеціалісти, менеджери — 31,3 %, будівництво — 26,3 %, мистецтво, розваги та відпочинок — 12,3 %, фінанси, страхування та нерухомість — 11,7 %.